# تووادا (آوموري)
تووادا مدينة تقع ضمن محافظة آوموري في اليابان، تأسست في 1/1/2005، بلغ عدد تعداد سكانها في 1 يناير – 2008 حوالي 66834 مساحتها الإجمالية حوالي 688.6 كم٢ لتصبح كثافة سكانها 97.1 نسمة لكل كيلو متر مربع.

## أعلام
- كوجي ناكامورا
- أكينوري إيتو